# Bob Brady

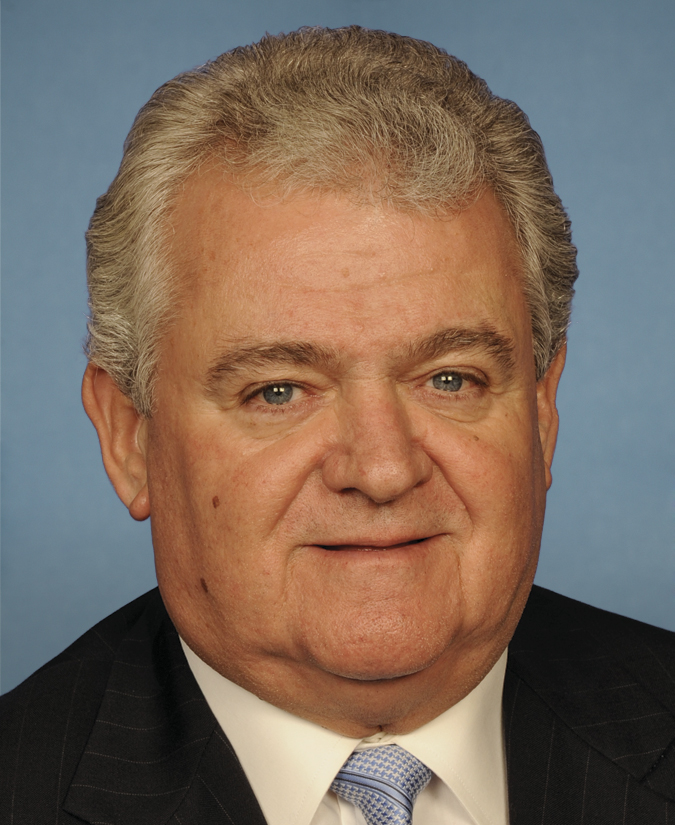
Bob Brady

Robert A. „Bob“ Brady (* 7. April 1945 in Philadelphia, Pennsylvania) ist ein US-amerikanischer Politiker der Demokratischen Partei. Er war von 1998 bis 2019 Mitglied des US-Repräsentantenhauses und vertrat dort den ersten Kongresswahlbezirk des Bundesstaates Pennsylvania.

## Laufbahn
Brady arbeitete nach seinem Highschool-Abschluss als Zimmermann und war vor seiner Abgeordnetenzeit u. a. als Gewerkschaftsfunktionär aktiv. Seit 1986 ist er Ortsvorsitzender der Demokratischen Partei in Philadelphia. 1998 wurde sein Vorgänger im Kongress, Tom Foglietta, zum US-Botschafter in Italien ernannt und schied nach 17 Jahren aus dem Repräsentantenhaus aus. Brady hatte in den Vorwahlen keinen innerparteilichen Gegenkandidaten und gewann dann in der Nachwahl zum Kongress den traditionell demokratisch geprägten Wahlbezirk ohne große Mühe. Da er bei allen folgenden Wahlen, einschließlich der des Jahres 2016, wiedergewählt wurde, kann er sein Mandat bis zum 3. Januar 2019 ausüben. In seine Zeit als Kongressabgeordneter fielen die Terroranschläge am 11. September 2001, der Irakkrieg und der Militäreinsatz in Afghanistan. 
2007 bemühte sich Brady, für die Wahl zum Bürgermeister von Philadelphia als Kandidat aufgestellt zu werden. In den Vorwahlen unterlag er allerdings Michael Nutter, der dann bei den Wahlen auch erfolgreich war. Als Abgeordneter verbringt Brady immer noch einen Großteil seiner Zeit mit der Lenkung der Demokratischen Partei in Philadelphia und vermittelt in Konflikten zwischen Gewerkschaften und Unternehmen. Obwohl er keinen akademischen Abschluss vorweisen kann, ist er Dozent an der University of Pennsylvania.
Er war zwischenzeitlich der einzige Ortsvorsitzende in der Demokratischen Partei, der ein Abgeordnetenmandat im Kongress innehatte.

## Parlamentsarbeit
Er ist Mitglied in den folgenden Parlamentsausschüssen:
- House Committee on House Administration (Oppositionsführer)
- House Committee on Armed Services

## Wahlergebnisse
- Wahlen zum Repräsentantenhaus 2014
  - Bob Brady (D), 83 %
  - Megan Ann Rath (R), 17 %
- Wahlen zum Repräsentantenhaus 2012
  - Bob Brady (D), 85 %
  - John Featherman (R), 15 %
- Wahlen zum Repräsentantenhaus 2010
  - Bob Brady (D), ohne Gegenkandidat
- Wahlen zum Repräsentantenhaus 2008
  - Bob Brady (D), 91 %
  - Mike Muhammad (R), 9 %
- Wahlen zum Repräsentantenhaus 2006
  - Bob Brady (D), ohne Gegenkandidat
- Wahlen zum Repräsentantenhaus 2004
  - Bob Brady (D), 86 %
  - Deborah Williams (R), 13 %
- Wahlen zum Repräsentantenhaus 2002
  - Bob Brady (D), 86 %
  - Marie Delaney (R), 12 %
- Wahlen zum Repräsentantenhaus 2000
  - Bob Brady (D), 88 %
  - Steve Kush (R), 12 %
- Wahlen zum Repräsentantenhaus 1998
  - Bob Brady (D), 81 %
  - William Harrison (R), 17 %
- Nachwahl zum Repräsentantenhaus 1998 ("Special Election")
  - Bob Brady (D), 74 %
  - William Harrison (R), 13 %
  - Juanita Norwood (Reform), 11 %